# Gazi Husrev-beg
Gazi Husrev-beg (Ser, Grčka, 1480. – Kuči, Crna Gora, 1541.), bosanski beg u Osmanskom Carstvu u prvoj polovini 16. stoljeća. Bosanski je vakif (dobrotvor) koji je iza sebe ostavio mnogobrojne objekte da služe svim narodima u Bosni. 

## Životopis
Gazi Husrev-beg je rođen u Seru u Grčkoj. Otac mu je bio musliman i mještanin Trebinja, dok mu je majka bila Turkinja i kćer sultana Bajazida II.. Odrastao je i odgojen na osmanskom dvoru, a svoje prvo zaduženje dobio je kao diplomata. Gazi Husrev-beg ratuje protiv Hrvata, Mlečana, Mađara i ostatka Bosanskog Kraljevstva koje se borilo protiv Osmanskog Carstva.
Kao sandžak-beg Smedereva sudjelovao je u osvajanju Beograda. Bio je sposoban vojni strateg i smatra se najznačajnijim namjesnikom osmanske Bosne. Za manje od tri godine osvojio je Knin, Skradin i Ostrovicu. Nakon ratnih uspjeha, Gazi Husrev-beg je imenovan odlukom carskog divana 1521. godine, bosanskim sandžak-begom. Tu je dužnost uz kraći prekid obnašao do smrti.
Želio je potpuno islamizirati Bosnu i Hercegovinu i jedan je od najvećih krivaca za skoro potpuno iskorjenjivanje katoličanstva u Bosni i Hercegovini. Najveću su mu zapreku predstavljali franjevci koje je želio pod svaku cijenu iskorijeniti iz Bosne i Hercegovine. Tijekom i nakon austro-osmanskih ratova nestale su, srušene, spaljene i opljačkane brojne crkve i samostani, katolici protjerani ili prisiljeni na prelazak na islam. Mnogi Hrvati prebjegli su preko Save u Slavoniju i Bačku.
Pod vodstvom Gazi Husrev-bega, Osmanska vojska brzo napreduje u ratovanju tako da su osvojili utvrđene gradove Greben, Sokol, Jezero, Vinac, Vrbaški Grad, Livač, Karnatin, Bočac, Udbina, Vrana, Modruč i Požega. 

## Smrt
Gazi Husrev-begove snage borile su se protiv vakuuma vlasti u Crnoj Gori nastalog nakon smrti osmanskog saveznika, islamiziranog crnogorskog gospodara Skender-bega Crnojevića 1528.. Godine 1541., tijekom ustanka crnogorskog plemstva, on je krenuo u zaštitu Crnojevića i lokalnog stanovništva . Nakon mnogih bitaka za održavanje reda u regiji ubijen je u borbi protiv kršćanskih pobunjenika u Mokrom, malom selu u regiji Drobnjaci (današnja Crna Gora). Njegovo tijelo preneseno je u Sarajevo i sahranjeno u haremu njegove džamije. Iznad vrata na turbetu piše: "Neka svaki dan milost Božja i blagoslov na njeg pada." U turbetu do njegovog sahranjen je Murat-beg Tardić, hrvatski vojskovođa u službi Osmanskog Carstva.

## Vakuf
Osim vojnih uspjeha, Gazi Husrev-beg je imao ogroman utjecaj na razvoju muslimanske Bosne, osobito grada Sarajeva. Obnovio je Carevu džamiju i izgradio Gazi Husrev-begovu džamiju, knjižnicu, medresu, sahat-kulu, bolnicu i mnoge druge poznate zgrade. Prva Gazi Husrev-begova vakufnama iz 1531. godine je pisana za džamiju, imaret i hanikah. Druga vakufnama iz 1537. godine pisana je za Kuršumliju medresu. Od ostatka novčanih sredstava nakon izgradnje medrese nabavljene su tada najpoznatije knjige i osnovana knjižnica, a trećom vakufnamom iz 1537. godine je uvakufljena dodatna imovina za izdržavanje džamije. Ove tri vakufname predstavljaju dokumente koji čine pravni osnov formiranja Gazi Husrev-begovog vakufa kao jedne do u detalje organizovane složene institucije. Ove vakufname također predstavljaju, sve neophodne pravilnike potrebne za funkcioniranje bilo koje suvremene organizacije. Zbog ovoga je Gazi Husrev-begov vakuf specifičan kao institucija kod koje su pri njenom osnivanju opisana sva radna mjesta. Opisane su sve djelatnosti koje treba da se izvršavaju u vakufu kao i objekti u kojima su uspostavljene pojedine djelatnosti. Džamija i funkcije vezane za džamiju, medresa i funkcije medrese u oblasti obrazovanja, hanikah (škola za derviše) i ibadeti koji se obavljaju u hanikahu, imaretu i musafirhani (humanitarna kuhinja i prenoćište) s obvezama i načinom rada.
Gazi Husrev-begova džamija u Sarajevu je zbog svoje veličine i privlačnosti jedan od najznačajnijih spomenika sakralne islamske arhitekture na Balkanu. Izgrađena je 1530. godine. Projektovao je Ajem Esir Ali iz Tibrisa, jedan od najvećih istanbulskih arhitekata, a gradili su je dubrovački majstori. Uz džamiju se nalazi šadrvan. Današnji oblik s kupolom datira iz 1893. godine. Od 1530. je na istom mjestu stajao bunar. U sjeni džamije i stoljetnih lipa su dva turbeta, u kojima je 1541. ukopan Gazi Husrev-beg i njegov zatočenik i kasnije prijatelj, dalmatinac Murad-beg Tardić, kasnije sandžak-beg i prvi upravitelj Gazi Husrev-begovog vakufa.
Nedaleko od džamije je sahat-kula i medresa. U 16. stoljeća kada je izgrađena, Gazi Husrev-begova džamija je predstavljala objekt od izuzetne važnosti za urbani razvoj Sarajeva i jedan je od najznačajnijih objekata iz bogate ostavštine Gazi Husrev-bega. To je prva džamija u svijetu koja je dobila električno osvjetljenje 1898. godine.
Godinu poslije džamije sagrađen je mektebu haremu, a preko puta hanikah. Godine 1537. napisana je vakufnama za medresu, za čije je podizanje Husrev-beg uvakufio 700.000 dirhema. Svoju medresu, koja je za vrijeme osmanske vladavine bila najznačajnija prosvjetna ustanova u Balkanu, Husrev-beg je namijenio na ime svoje majke Seldžuke, po kojoj se medresa i zvala Seldžukija, a po olovnom krovu, Kuršumlija.
Medresa radi od svog osnivanja do dana današnjeg. Husrev-begovu vakufu pripada sahat-kula, za koju se ne zna je li podignuta za njegova života ili kasnije, zatim muvekithana, u dvorištu džamije, koja je podignuta 1859. godine. Iz sredstava Husrev-begova vakufa otvorena je u Sarajevu 1866. godine i vakufska bolnica, koja je radila sve do izgradnje Državne bolnice u Sarajevu 1882. godine. Pored ovih objekata, Gazi Husrev-beg je izgradio i halvetijsku tekiju i Tašlihan. 
Za izdržavanje ovih objekata Husrev-beg je uvakufio oko 200 dućana na Baščaršiji, velike komplekse zemlje u okolini Jajca i šume u Tešnju. Isto tako, ostavio je vakufe u Serezu kao i gotova novca koji se je izdavao na rebah (priplod). I prihodi od bezistan, hamama i hanova trošili su se za izdržavanje ovih objekata.
Gazi Husrev-begova knjižnica u Sarajevu je osnovana 1537. godine. Najstariji rukopis u Gazi Husrev-begovoj biblioteci je djelo Ihjau ulumud-din, od Ebu Hamid Muhameda el-Gazalije, teološko-mističko djelo, prepisano 1131. godine.